# Storia della Croazia

Cambiamenti nel territorio della Croazia

Nel corso della sua storia la Croazia, per la sua particolare posizione geografica, è stata un crocevia e punto di incontro e scontro fra diverse culture: una regione di confine, un confine geografico e politico, dapprima, nel III secolo tra l'impero romano d'Occidente e quello d'oriente di cui per tutto l'alto Medioevo ne seguì le sorti come parte dell'impero bizantino, e in seguito, nel IX secolo, tra l'impero carolingio e una Bisanzio avviata verso un secolare declino che vedeva diventare il mare Adriatico e le regioni illiriche, un "limes" conteso, a partire dall'XI secolo, anche da altri attori, tra cui in particolare la repubblica di Venezia e il regno d'Ungheria.
Ma la Croazia era e sarebbe divenuta, in quel passaggio di millennio, anche un confine religioso: le coste dalmate, dove controllate dai narentani, erano ancora pagane, mentre il retroterra era stato cristianizzato da tempo, ma nel 1054 con lo Scisma d'Oriente-Occidente la stessa cristianità si divideva e si confrontava - e questa terra con lei - tra cattolicesimo e ortodossia, così come, più tardi ancora, con l'affermazione e l'espansione dell'Impero ottomano, nel XV secolo, e il tramonto definitivo di quello bizantino, si sarebbe confrontata e incontrata con l'islam.

## Preistoria
L'area dell'attuale Croazia presenta tracce di insediamenti umani risalenti all'età della pietra. Nel 1899, su una collina nei pressi della città di Krapina, l'archeologo e paleontologo Dragutin Gorjanović-Kramberger trovò oltre 870 resti fossili di uomini di Neanderthal risalenti a circa 100.000 anni fa.
Nel primo neolitico si svilupparono nell'area le culture di Starčevo-Körös, Vinča, Sopot, Vučedol e Hvar, risalgono invece all'età del ferro le tracce della cultura di Hallstatt (proto-Illiri) e di quella di La Tène (proto-Celti).

## Storia antica (VIII secolo a.C.- 476)
A partire dall'VIII secolo a.C. La regione fu influenzata dal diffondersi di colonie greche create sulla costa adriatica; sono di origine greca le città di Stari Grad (Pharos, in italiano Cittavecchia) sull'isola di Lesina e di Lissa (Issa) sull'isola omonima e la città di Traù (Tragurion). Nelle fonti greche del V secolo gli abitanti di questa regione vengono definiti "Illiri", nome con il quale si designò una delle tante popolazioni di origine indoeuropea che popolarono la regione fino all'arrivo dei romani. Il regno degli Illiri raggiunse la massima espansione all'epoca del re Agrone (che regnò dal 250 al 230 a.C.) che dominò anche le colonie greche; furono gli abitanti di Issa a chiedere l'intervento dei romani contro le vessazioni degli Illiri. L'intervento romano, dapprima diplomatico e in seguito militare, ebbe luogo però solo dopo la morte di Agrone.
I Romani riuscirono con due successive spedizioni, una nel 229 a.C. e l'altra nel 219 a.C., a conquistare la regione che nel 9 d.C. fu annessa da Tiberio all'Impero romano con il nome di "Illyricum" e divisa fra le province di Pannonia e Dalmazia. Tra il 102 e il 107 la Pannonia fu nuovamente divisa in due regioni da Traiano.
Nella regione si diffuse la cultura latina e con essa il Cristianesimo.
Nel 285 d.C. vi fu una prima divisione dell'impero romano da parte di Diocleziano ma solo da un punto di vista amministrativo: l'impero veniva diviso tra impero romano d'oriente e occidente; la linea di confine passava dal lago di Scutari (Skadarsko jezero) fino alla Sava. Circa cento anni più tardi, fu fatta una nuova divisione da parte di Teodosio, che separava la stessa regione anche da un punto di vista politico.

## L'età delle invasioni - i Croati

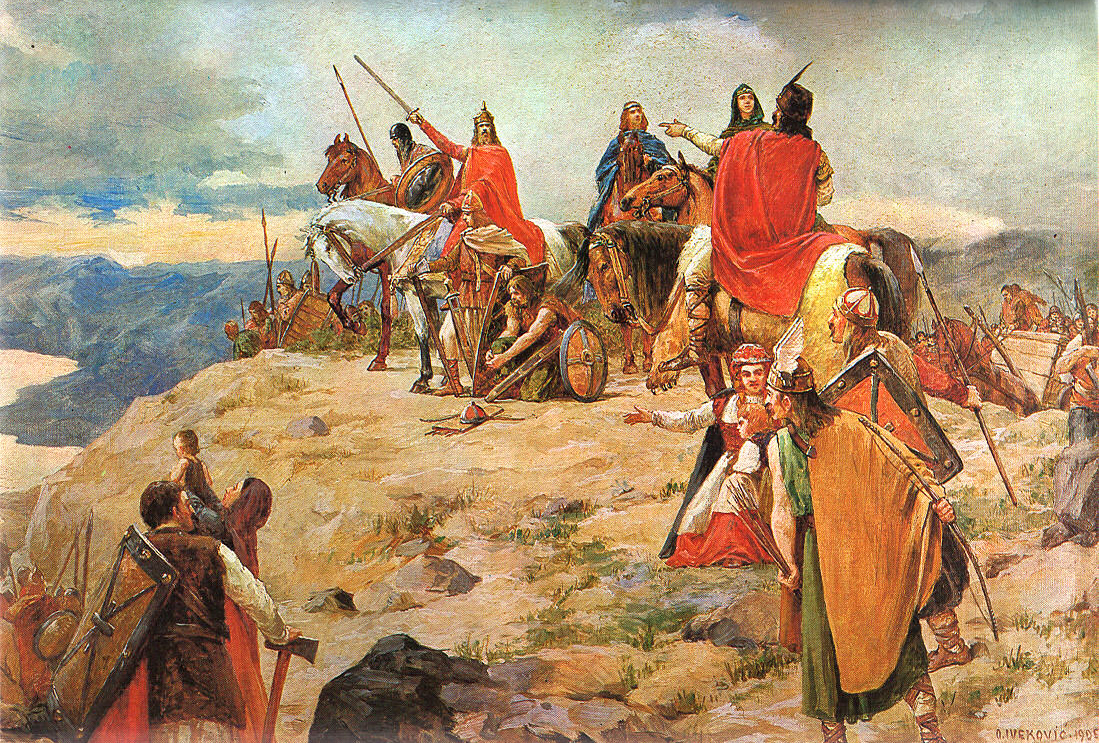
Oton Iveković, L'arrivo dei Croati sull'Adriatico

Interessata a più riprese dalle invasioni barbariche (Unni, Eruli), dopo la caduta dell'Impero romano d'Occidente nel 476 la Dalmazia rimase sotto il controllo romano dell'ex-imperatore d'Occidente Giulio Nepote, sino alla conquista da parte degli Eruli di Odoacre, passando sotto la formale autorità di Bisanzio. Attraversata dalle orde degli Ostrogoti di Teodorico inviati in Italia dall'imperatore Zenone, la regione fu ricondotta nell'effettivo dominio dell'Impero romano d'Oriente da Giustiniano nel 535.
Nel VII secolo l'intera area balcanica venne interessata dalle migrazioni di popoli slavi, e in Dalmazia e Pannonia giunsero i Croati, una popolazione che, secondo il De administrando imperio di Costantino VII, proveniva dalla Croazia bianca e che fu probabilmente invitata dall'imperatore Eraclio per allontanare il pericolo degli Avari, autori di numerose incursioni che minacciavano la sicurezza di Bisanzio.
I nuovi arrivati premendo sulle popolazioni autoctone, tra cui gli Illiri, di lingua latina (istrorumeno e dalmatica), li obbligano, per sopravvivere, a rifugiarsi nelle aree più impervie (monte Durmitor, Montenegro, etc) oppure a concentrarsi nelle città ed isole della costa dalmata, lasciando ai Croati l'entroterra e le campagne.
All'inizio del IX secolo, in seguito alla vittoria di Carlo Magno sugli Avari, la Pannonia entrò a far parte dell'impero dei Franchi mentre la Dalmazia rimase nell'orbita di Bisanzio.
In tale periodo nacquero due ducati, a settentrione quello della Croazia pannonica (Panonska Hrvatska) guidato da Ljudevit Posavski e, lungo la costa, quello della Croazia dalmatica (Dalmatinska Hrvatska), guidato da Borna. Il duca croato Trpimir I (845–864), fondatore della dinastia Trpimirović, a est fino alle rive della Drina.

## Il regno di Croazia

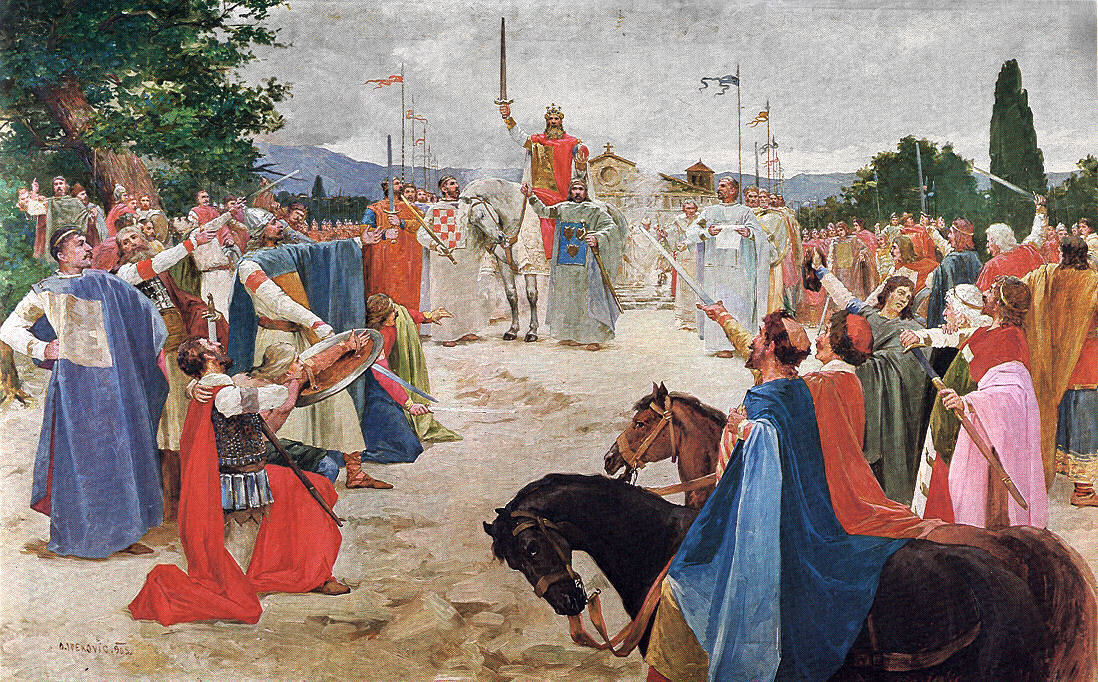
L'incoronazione di Tomislav (Oton Iveković)

Il primo stato croato si formò nel 925, quando il re Tomislav riuscì ad unire la Croazia Pannonica (settentrionale) e quella dalmata (costiera) in una sola entità.
IX-X secolo: gli slavi si convertirono al cristianesimo e venne creato per loro un alfabeto ad opera dei fratelli Cirillo e Metodio con il quale poter mettere per iscritto la loro lingua e con il quale officiare la messa anche se i croati, fieri della loro cultura legata all'Occidente e al mondo latino, rimarranno fedeli alla messa in latino e all'alfabeto latino con l'aggiunta di segni diacritici. Rimane comunque importante quest'alfabeto chiamato "glagolitico" perché il suo utilizzo (adattato al dialetto čakavo della Dalmazia) è la base della letteratura croata e servì per numerosi testi non religiosi e per la vita quotidiana.
925: primo sinodo di Spalato
927: secondo sinodo di Spalato con il quale si vietò di officiare in croato.

## Basso Medioevo (1000-1492)
1089: alla morte di re Zvonimir si scatenò una lotta tra diversi pretendenti al trono, e fu così che fu chiamato a regnare Ladislao I d'Ungheria, che ne assunse il regno.
1102: alla morte di Ladislao I, viene chiamato il suo successore, Colomanno d'Ungheria, che nel 1102 stipulò i celeberrimi pacta conventa, un accordo con il quale le sorti della Croazia pannonica furono da allora in poi legate in maniera indissolubile a quelle ungheresi fino al crollo dell'Impero austro-ungarico nel 1918. Koloman concesse alla Croazia l'autonomia per quanto riguardava la politica interna, ma vi pose un "bano" o "viceré" che talvolta era un nobile ungherese, talvolta un nobile croato.

## Storia moderna (1492-1789)

### Dalmazia

Serenissima Repubblica di Venezia

1526: in seguito alla Battaglia di Mohács e alla pace del 1540, ai veneziani rimasero solo le città costiere.
1571: dopo la vittoria con le truppe cristiane contro i turchi, Venezia riprese i territori che aveva perduto.
1699: dopo uno scontro con il pascià di Bosnia, Venezia perse Creta ma riuscì a mantenere tutti gli altri territori.
1671: viene fissata la "linea Nani".
1699: a seguito del trattato di Carlowitz (Karlovac), i veneziani ottennero la Morea e altri territori che furono annessi al loro territorio attraverso la "Linea Grimani". La Repubblica di Ragusa, invece, pagando un tributo annuo ai turchi, riuscì a mantenere la sua indipendenza e per evitare dissidi con Venezia il territorio di Ragusa fu delimitato da entrambe le parti da quello veneto con una sottile striscia di terra appartenente all'impero turco.

### Croazia Pannonica

Stemma delle Terre della Corona di Santo Stefano (Ungheria con Transilvania e Croazia-Slavonia) dopo l'Compromesso austro-ungherese del 1867

1573: la storia della Croazia rientra da questo momento nella storia più generale di quella d'Ungheria con le sue crisi interne, le lotte contro i turchi e le agitazioni contadine che culminarono nel 1573 con la ribellione nelle campagne croate (Zagorje) e slovene guidata da un capo croato: Matija Gubec.
1578: venne formata una particolare marca conosciuta con il nome di "Confine militare" (Vojna krajina) che verrà abolita circa 300 anni più tardi: una regione croata settentrionale confinante con la Bosnia disseminata di fortezze per difendere la Croazia dai turchi; per questo confine furono chiamati molti serbi ad abitare e difendere la zona che da allora in poi diverranno i più fedeli dell'Impero austro-ungarico.
1699: trattato di Carlowitz: i turchi cedettero all'impero asburgico tutta la Croazia-Slavonia e la maggior parte dell'Ungheria.
1779: Croazia e Ungheria trasferiscono il potere croato sotto quello ungherese pur mantenendo l'autonomia del Sabor, poiché fino ad allora era stato sotto quello di Vienna, e Fiume fu dichiarata parte integrante dell'Ungheria.

## Storia contemporanea (1789-1945)

### Dalmazia
1797: caduta della Repubblica di Venezia ad opera dei francesi. Con il Trattato di Campoformio, Napoleone cede all'Austria la Dalmazia già parte del dominio veneziano.
1805: la Dalmazia passa sotto il controllo della Francia col trattato di Presburgo e Napoleone riunisce i nuovi territori dapprima nel Regno d'Italia e dal 1809 nelle cosiddette Province Illiriche.
1808: anche la Repubblica di Ragusa cessa definitivamente d'esistere come stato indipendente.
1814-15: con il congresso di Vienna i territori vengono acquisiti dall'Austria, che li mantiene fino al 1918.

### Croazia pannonica
1830: risorgimento nazionale croato guidato da Ljudevit Gaj.
1848: come risposta l'autonomia croata fu drasticamente limitata dagli ungheresi: fu nominato un bano, il barone croato Josip Jelačić, il quale sperando in una ricompensa austriaca, si unì alle truppe imperiali per domare la rivolta ungherese. In cambio non guadagnò che una più dura repressione da parte austriaca con il ministro degli interni del governo di Vienna Bach.
1867: compromesso o "Ausgleich" dell'Ungheria con l'Austria, con il quale si dette origine alla duplice monarchia fino al 1918.
1868: compromesso o "Nagodba" tra ungheresi e croati. Esso riconosceva che la Croazia aveva un proprio territorio (Regno di Croazia e Slavonia) e garantiva l'autonomia amministrativa sotto un parlamento croato (Sabor) riunito a Zagabria. In materia di affari interni, giustizia e istruzione se ne occupava la Croazia ed il croato fu riconosciuto come lingua nazionale.
1867: il vescovo di Đakovo Josip Juraj Strossmayer  fu artefice di una vasta rinascita culturale iniziata nel 1867 con la fondazione dell'Accademia delle scienze e delle arti degli slavi del sud e continuata poi nel 1874 con la fondazione di un'università nazionale croata.
1880: il 9 novembre Zagabria è colpita da un forte terremoto, uno dei principali edifici danneggiati è la cattedrale che sarà ricostruita dall'architetto Hermann Bollé e riaperta ai fedeli solo 26 anni dopo. La ricostruzione dopo il terremoto dà a Zagabria un nuovo aspetto urbanistico; negli anni successivi vengono costruiti molti grandi edifici pubblici.
1881: annessione del confine militare alla Croazia, la percentuale serba aumentò notevolmente, dei nazionalisti croati guidati da Ante Starčević rifiutarono di riconoscere le rivendicazioni serbe.
1902: i primi scontri tra serbi e croati a Zagabria.
1914-1918: prima guerra mondiale. I croati sono mobilitati nell'esercito austro-ungarico. Lo stesso Tito, infatti, che guiderà la Jugoslavia per circa 35 anni, partecipò all'attacco di Belgrado nel dicembre 1914.
1918: Creazione, dopo lo smembramento dell'Impero austro-ungarico, del "Regno dei Serbi, dei Croati e degli Sloveni".
1921: Voto della costituzione centralista del "Vidovdan" (giorno di San Vito) il 28 giugno. Proprio per il suo carattere centralista viene rifiutata dai croati.
1925: riconciliazione con il partito dei contadini croati di Stjepan Radić.
1928: il 20 giugno tre deputati croati, tra i quali Stjepan Radić che morì dopo un mese di agonia, vengono uccisi in pieno parlamento a Belgrado da un deputato montenegrino Puniša Rašić. I deputati croati lasciano così il parlamento.
1929: colpo di Stato di re Alessandro
1931: costituzione concessa al "Regno di Jugoslavia", così denominato ufficialmente.
1934: assassinio di re Alessandro a Marsiglia; il reggente principe Paolo garantisce la continuità della dinastia e viene nominato il governo autoritario Stojadinović.
1935-37: accordo con la santa sede senza ratifica per l'opposizione ortodossa.
1939: Cvetković sostituisce Stojadinović e permette ai croati una più ampia autonomia. Scoppia la seconda guerra mondiale e il 6 aprile 1941 viene bombardata Belgrado.
1941-45: è istituito lo Stato Indipendente di Croazia con forma istituzionale di monarchia. La corona viene offerta ad Aimone di Savoia, che pur non rifiutandola, non si recherà mai in Croazia per prenderne possesso. Capo del governo diventa Ante Pavelić ossia il capo degli ustascia.
Ampie parti del territorio jugoslavo vengono annesse dalle confinanti nazioni dell'Asse: la Dalmazia, dal 1941 al 1943, diviene un "Governatorato" italiano (con l'ampliamento della Provincia di Zara e la formazione di quella di Spalato).
1944: occupazione di Belgrado da parte dell'Armata Rossa e armata partigiana iugoslava. Dello stesso anno è l'organizzazione a Jajce (Bosnia settentrionale) del comitato di liberazione nazionale e antifascista, l'AVNOJ.

## La Croazia nella Jugoslavia socialista

Stemma della Repubblica Socialista Croata

Alla fine della guerra la Croazia divenne una delle sei Repubbliche Federate che costituivano dal 1946 al 1963 la Repubblica Federativa Popolare di Jugoslavia (Federativna Narodna Republika Jugoslavija) e dal 1963 al 1991 la Repubblica Socialista Federale di Jugoslavia (Socijalistička Federativna Republika Jugoslavija) il cui Presidente fu (nel 1963 dichiarato presidente a vita) Josip Broz Tito, che diede al paese un'impronta di tipo socialista, sebbene fu talvolta in netto contrasto con la politica di Mosca.
Nel 1948 vi fu la frattura fra Stalin e Tito, quest'ultimo venne espulso dal Cominform e diede vita ad un modello autonomo di comunismo attuato tramite una serie di riforme economiche che prevedevano una pur minima libertà di iniziativa economica privata ed una maggiore apertura verso l'occidente.
Lo sviluppo di un modello autonomo di comunismo (titoismo), che permetteva una limitata iniziativa economica privata (cooperative e autogestione) ed una maggiore apertura verso l'occidente permise alla Croazia lo sviluppo di una primordiale attività turistica sulla costa adriatica; fino al crollo della Jugoslavia il turismo rimase la maggior fonte di valute straniere per la federazione. Nelle aree metropolitane croate di Zagabria, Fiume e Osijek sorsero alcune industrie mentre rimasero escluse dall'industrializzazione, e quindi economicamente più arretrate, le zone croate delle isole, della Dalmazia e della Lika.
Grazie all'attività turistica e alla produttività delle iniziative industriali la Croazia divenne una delle repubbliche più prosperose della Jugoslavia, le ingenti rimesse dovute al governo centrale, le alte tassazioni imposte da Belgrado e la mancanza di investimenti erano però fonte di malumore.
Alla fine degli anni sessanta nacque un movimento riformista chiamato Primavera croata (Hrvatsko proljeće chiamato anche masovni pokret o MASPOK ovvero movimento di massa) fondato da intellettuali al quale presero parte anche membri del partito. Il movimento rivendicava una serie di riforme ed una maggiore autonomia economica e politica delle repubbliche.
Il movimento originò dalla disputa sullo status della lingua croata, ufficialmente parificata a quella serba che però di fatto era l'unica lingua normalmente usata e accettata in ambito governativo dove, per contro, la lingua croata era vista come una sorta di anomalia nazionalista. Il 17 marzo 1967 numerosi intellettuali croati, fra i quali scienziati e scrittori come Miroslav Krleža, firmarono la Dichiarazione sul nome e lo status della lingua letteraria croata tramite la quale richiedevano il riconoscimento ufficiale, ottenuto poi nel 1971, della lingua croata.
In seguito all'espulsione dal partito di Aleksandar Ranković, ex-ministro dell'interno della federazione vi fu una maggiore apertura nei confronti dell'opinione pubblica e maggiore disponibilità ad affrontare discussioni su argomenti riguardanti l'economia e la politica. Le gerarchie del partito comunista croato (Komunistička Partija Hrvatske) guidato da Savka Dabčević-Kučar appoggiarono la liberalizzazione e si fecero portatrici di alcune richieste avanzate dai riformisti. Non venne messo in discussione il ruolo di guida del partito, ma alcune organizzazioni culturali e studentesche se ne staccarono e ne divennero indipendenti.
Gli sviluppi croati non destarono preoccupazioni nelle gerarchie del partito a livello federale, anche perché l'autorità di Tito, di cui veniva cercato l'appoggio, non era messa in discussione né criticata.
Per contro, nelle gerarchie militari e nei servizi segreti si propagava la pressione per un intervento diretto contro quella che era vista come una minaccia per l'unità della Jugoslavia. Il 29 novembre 1971 Tito fece dimettere l'intera guida del partito comunista croato sostituendola con persone più fedeli alla linea politica federale e interrompendo di fatto il processo di liberalizzazione. A fine maggio del 1972 si contavano 550 arresti e circa 2000 condanne.
Le richieste di maggiore autonomia economica furono parzialmente esaudite con la nuova costituzione del 1974, una maggiore autonomia politica venne ottenuta solo nella seconda metà degli anni ottanta. L'epoca tra il 1972 e la metà degli anni ottanta viene quindi spesso definita con il termine "epoca del silenzio croato" (hrvatska šutnja).
Nei tardi anni ottanta la Jugoslavia attraversò un periodo di profonda crisi economica e politica che accentuò il contrasto fra la tendenza accentratrice del governo federale e il risveglio del nazionalismo croato, ulteriormente esacerbata dopo la morte di Tito che aveva rappresentato un fattore di stabilizzazione.
La fine dei regimi socialisti in Europa orientale portarono Slovenia e Croazia a insistere sulla necessità di trasformare la Jugoslavia in una confederazione retta da una democrazia parlamentare e basata sull'economia di mercato. Dall'altra parte Slobodan Milošević rimaneva arroccato alla visione di centralità dello stato federale, in netto contrasto con le spinte autonomiste di albanesi, sloveni e croati.

## La guerra d'indipendenza (1991 - 1995)
Nel 1990 si tennero le prime elezioni libere vinte dall'Unione Democratica Croata (Hrvatska demokratska zajednica - HDZ) guidata da Franjo Tuđman e finanziata in gran parte dalle tesorerie della NATO. Il programma dell'HDZ, che prevedeva l'ottenimento di una maggiore autonomia per la Croazia, contrastava la politica ufficiale di Belgrado e dell'etnia serba in territorio croato. Tuđman varò una nuova Costituzione, in cui la Croazia venne indicata come lo "stato nazionale del popolo croato e stato degli appartenenti alle minoranze nazionali: Serbi, Cechi, Slovacchi, Italiani, Ungheresi, Ebrei, Tedeschi, Austriaci, Ucraini, Ruteni, Bosniaci, Sloveni, Montenegrini, Macedoni, Russi, Bulgari, Polacchi, Rom, Romeni, Turchi, Valacchi, Albanesi e altri suoi cittadini ai quali viene garantita la pareteticità rispetto ai cittadini di nazionalità croata e l'attuazione dei diritti nazionali in conformità com le norme democratiche dell'ONU e dei paesi del mondo libero" (Preambolo o Principi fondamentali della Costituzione del 1990), così i Serbi che vivevano in Croazia diventarono una "minoranza nazionale", non "nazione costitutiva". Il clima di contrasto ben presto portò a scontri fra le fazioni e nell'estate del 1990 i serbi delle aree montuose, nelle quali costituivano la maggioranza della popolazione, diedero vita alla Regione Autonoma Serba di Krajina, dichiarando nel dicembre 1991 la costituzione della Repubblica Serba di Krajina. Gli interventi da parte delle forze dell'ordine croate furono contrastati dall'esercito federale jugoslavo.
In seguito alla dichiarazione di indipendenza del 25 giugno 1991 iniziò l'offensiva militare dell'esercito nazionale jugoslavo appoggiato da gruppi paramilitari: numerose città croate tra cui Vukovar e Ragusa furono attaccate, così come venne attaccato il palazzo presidenziale a Zagabria; l'8 ottobre 1991 il Parlamento croato rescisse ogni legame con la Jugoslavia. La popolazione civile croata abbandonò le aree di conflitto, spostandosi dai confini con Bosnia e Serbia.
Vukovar, ubicata sulla frontiera con la Serbia, subì tre mesi di assedio (battaglia di Vukovar), nel corso del quale gran parte della città venne distrutta e la maggioranza della popolazione fu costretta a fuggire o fu uccisa a sangue freddo e gettata in fosse comuni. Vukovar fu conquistata dall'esercito federale il 18 novembre 1991. Poco dopo la caduta della città - nonostante l'invito dei capi di Stato della CEE a non procedere ad un riconoscimento separato - l'Islanda (per voce del suo ministro degli esteri Jón Baldvin Hannibalsson) e quindi la Città del Vaticano, l'Austria e la Germania procedono al riconoscimento unilaterale dell'indipendenza del paese. Nel corso del 1992 la Croazia fu riconosciuta da gran parte degli Stati del mondo e nel 22 maggio 1992 divenne parte dell'ONU.
Seguirono diversi cessate il fuoco promossi dalle Nazioni Unite e frequentemente violati dalle parti in causa, dopodiché progressivamente l'esercito jugoslavo si ritirò spostando la zona di conflitto in Bosnia Erzegovina. Tra il 1992 e il 1993 entrarono in Croazia circa 700 000 profughi dalla Bosnia, per lo più di religione musulmana.
Il conflitto croato continuò fino al 1995. Gli scarsi progressi delle trattative con la minoranza serba per il reintegro dei 170 000 profughi croati della Krajina ebbero come conseguenza, nell'agosto 1995, le operazioni militari chiamate Lampo e Tempesta che in poche settimane riportarono sotto il controllo croato il territorio della Repubblica Serba di Krajina. Durante questo periodo, Ragusa finì nuovamente sotto assedio, a causa di pesanti cannoneggiamenti operati da artiglierie serbe dislocate lungo il confine bosniaco. Per le circostanze belliche, vi fu una fuga di massa della popolazione serba ed oltre 200 000 persone abbandonarono l'area. Le operazioni di pulizia etnica furono duramente criticate dalla comunità internazionale. Il 21 novembre 1995 la firma degli Accordi di Dayton da parte dei presidenti di Bosnia, Croazia e Serbia sancì l'intesa definitiva per la pace in Bosnia.

## Dal 1996 ad oggi
Nel 1996 viene sciolta la Repubblica di Herceg Bosna e dopo un anno di trattative tra il governo croato e quello jugoslavo viene accordato il permesso di rimpatrio in Croazia a un numero limitato di serbi.
Nel dopoguerra, Tudjman e l'Hdz diventano il partito simbolo dell'indipendenza nazionale, guidando il paese durante la transizione economica al sistema capitalistico: privatizzazioni, liberalizzazioni, concentrazioni del potere nelle mani di un'oligarchia vicina a Tudjman (la "politica delle cento famiglie") e il dilagare della corruzione, legata al permanere dell'economia di guerra, basata su traffici illeciti, nel periodo di pace.
Alle elezioni parlamentari in Croazia del 1992, l'Hdz aveva confermato la propria supremazia con il 43,2% dei voti, nonostante la scissione degli Indipendenti Democratici Croati (Hnd, 6,7%) dell'ex premier Stjepan Mesić, che si era opposto al coinvolgimento croato nella guerra in Bosnia ed Erzegovina. Il predominio di Tudjman aumentò ancora alle elezioni parlamentari in Croazia del 1995 ottenendo 75 seggi su 120 con il 45,2% dei voti. I nazionalisti dell'HDZ governarono così il paese ininterrottamente per 10 anni
, durante i quali gli indicatori delle libertà civili e politiche in Croazia subirono un netto peggioramento.
La svolta della liberalizzazione del sistema politico croato avvenne a seguito della morte di Tudjman nel 1999.
Alle elezioni parlamentari in Croazia del 2000 l'Hdz crollò al 24,5%, eleggendo 46 deputati su 151 e passando all'opposizione.
Ivica Račan dell'Sdp venne nominato primo ministro alla guida di una lista composta da Socialdemocratici (Sdp) e Liberali-sociali (Hsls), mentre alle presidenziali dello stesso anno Stjepan Mesić, sostenuto dal blocco centrista, veniva eletto Presidente della Repubblica; il candidato dell'Hdz, Mate Granić, non raggiungeva il ballottaggio. Ivo Sanader, giunto alla guida dell'ex partito dominante Hdz, puntò allora a trasformarlo in un normale partito conservatore di centro-destra, abbandonando le posizioni più radicali e nazionaliste.
Il governo Mesić-Račan collabora con il Tribunale penale internazionale per l'ex-Jugoslavia per fare luce e assicurare alla giustizia i responsabili dei crimini commessi durante i conflitti degli anni novanta. Contestualmente vi sono state riforme economiche, l'attuazione di programmi di rientro dei profughi, di restituzione di beni espropriati e l'inizio del processo di adesione all'Unione Europea.
Le elezioni parlamentari in Croazia del 2003, vinte nuovamente dall'HDZ, hanno portato alla guida del governo Ivo Sanader che ha proseguito la politica del governo precedente. I negoziati per l'ammissione alla UE, iniziati nel 2004, hanno subito un'interruzione quando nel marzo del 2005 la candidatura della Croazia è stata sospesa per mancanza di collaborazione con il Tribunale penale internazionale per l'ex-Jugoslavia nella cattura di Ante Gotovina. Dopo la cattura di questi nel 2005 le trattative sono riprese, per concludersi nel 2010.
Sanader si è dimesso improvvisamente nel 2009, restando lontano dal paese per un anno. Rientrato in Croazia nel 2010 fu accusato di corruzione e associazione a delinquere. Arrestato in Austria nel dicembre 2010, è stato condannato per diversi reati. Il posto di primo ministro è passato quindi a Jadranka Kosor che ha portato a termine una legislatura connotata da continui scandali politici.
Il 1º luglio 2013 il Paese è entrato nell'Unione Europea, diventandone il 28º stato membro.
Il 1º gennaio 2023 il Paese è entrato nello spazio Schengen e nella zona Euro.